# فراندرز لویالیتی
فراندرز لویالیتی (به انگلیسی: Flanders Loyalty) یک کشتی است که طول آن ۲۲۶ متر (۷۴۱ فوت ۶ اینچ) و ارتفاع آن ۵۴٫۷۶ متر (۱۷۹ فوت ۸ اینچ) می‌باشد. این کشتی در سال ۲۰۰۷ ساخته شد.